# E-TTL

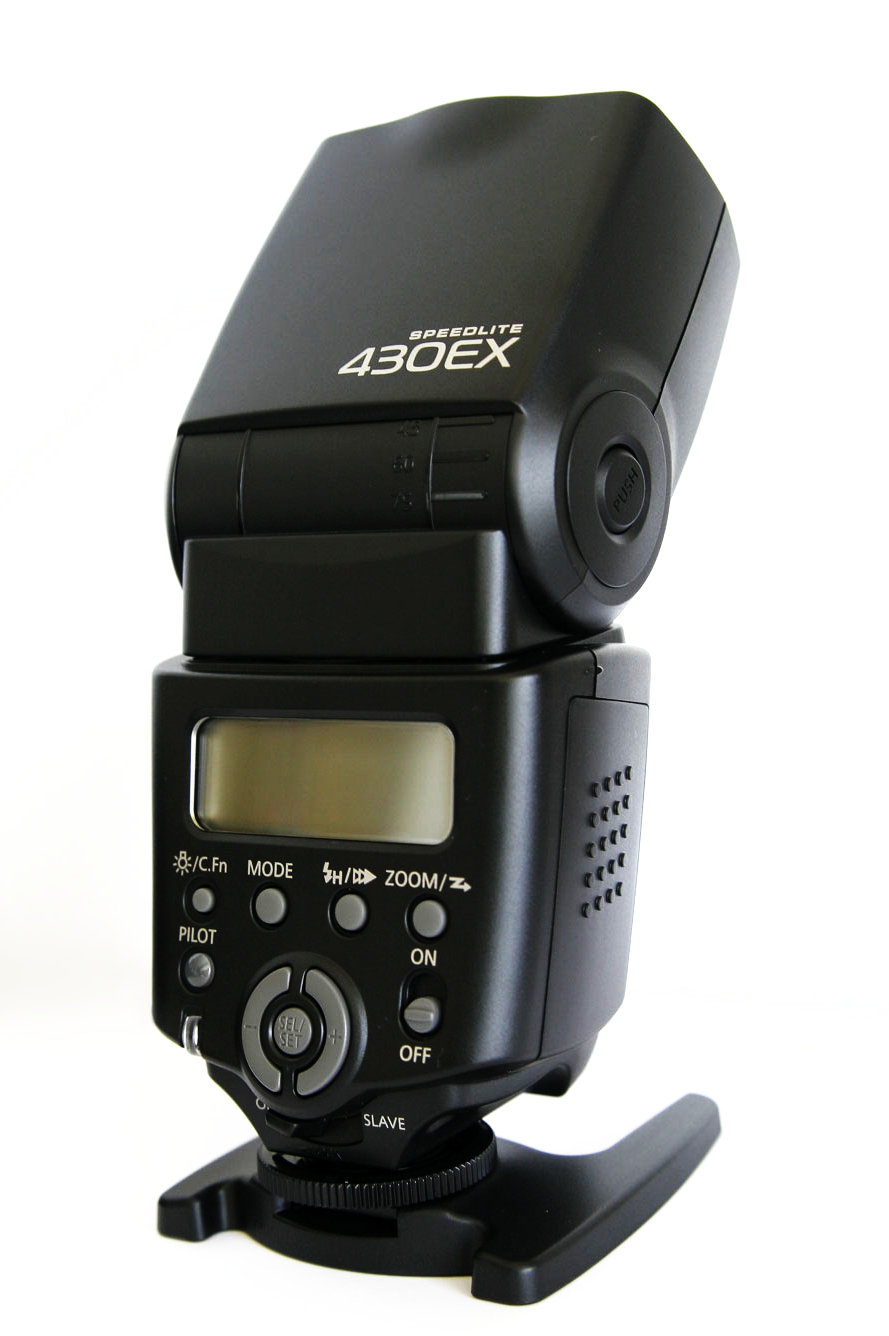
E-TTL II blesk Canon Speedlite 430EX

E-TTL je označení pro systém měření expozice fotografického blesku, používaného v zrcadlovkách firmy Canon. Podobný systém firmy Nikon se nazývá i-TTL.
E-TTL se poprvé objevilo v roce 1995 ve fotoaparátu Canon Elan II/50. Zkratka znamená Evaluative-Through The Lens („hodnotící měření skrz objektiv“). K určení síly záblesku používá předblesk, odpalovaný zpravidla těsně po zmáčknutí spouště ještě před sklopením zrcátka. Světlo předblesku tak zachytí senzor pro měření expozice a elektronika fotoaparátu z něj určí expozici blesku, která je potřebná k dostatečnému osvětlení scény. Měření tak probíhá skrz objektiv a zohledňuje nasazené filtry, vliv odrazek nasazených na blesku a podobně.
Starší systémy měřily množství světla odraženého od filmu v jediném záblesku (TTL, Through The Lens), eventuálně pomocí předblesku v průběhu měření expozice při namáčknutí spouště (A-TTL, „vylepšené TTL“). Tyto principy mají některé nevýhody – různou odrazivost filmových materiálů při TTL měření, nebo rušivost fotoaparátu bleskajícího při každém namáčknutí spouště v případě A-TTL.
Tyto problémy E-TTL řeší, pokud fotograf nepoužívá speciální nastavení je předblesk prakticky nepostřehnutelný a většině lidí splývá s hlavním zábleskem. Nevýhodou je, že některé osoby mají po blesknutí tendenci nevědomky mrknout. Často se jim to podaří v krátkém intervalu mezi předbleskem a expozicí a na pořízených snímcích pak mají zavřené oči.
V roce 2004 Canon uvedl novou verzi systému, nazvanou E-TTL II. Ta ponechává princip měření stejný, ale obsahuje vylepšené algoritmy, které v některých případech omezuje chyby měření a zohledňuje vzdálenost zaostřeného předmětu (pokud tuto informaci poskytuje použitý objektiv).
Některé E-TTL blesky spolu mohou pomocí předblesků komunikovat – blesk nasazený na fotoaparátu tak může ovládat až tři skupiny podřízených blesků, nasvěcujících scénu z různých úhlů.